# Illa de Mull

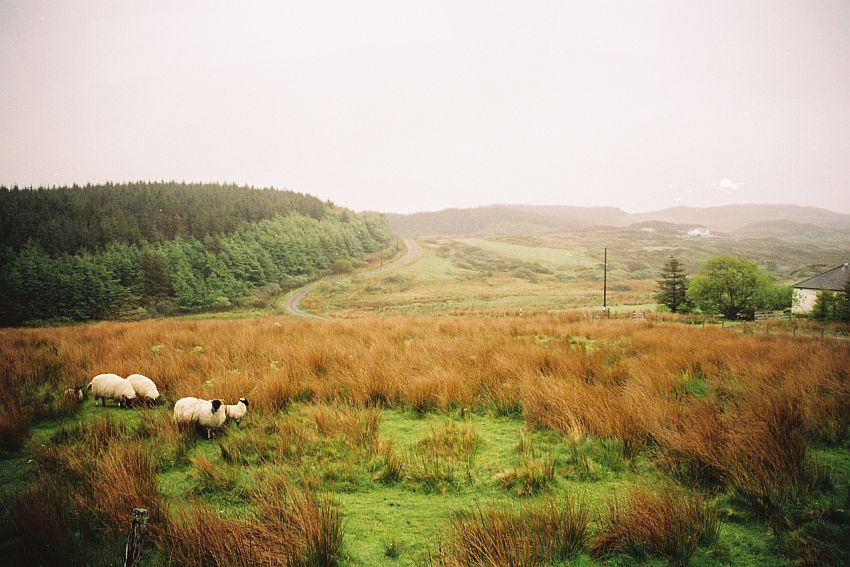
Paisatge típic de l'illa durant la primavera

L'illa de Mull (anomenada Mull en anglès i català, Muile en gaèlic escocès) és una illa del nord-oest d'Escòcia que pertany al Argyll & Bute Council. La localitat més important de l'illa és Tobermory. En total, hi viuen unes 3.500 persones a l'illa.
Tota l'illa és fruit de l'erosió continuada dels últims 30 milions d'anys. Per la qual cosa, és formada essencialment per basalt.

## Història
Per les puntes de llances trobades a les illes, es creu que els primers homes a habitar l'illa s'hi van assentar l'any 6000 aC. Durant les edats de pedra i bronze, trobant-se nombrosos jaciments. Posteriorment es construïren els castells de Aros, Ardtornish, Calgary, Duart, Dunstaffnage, Dunoliie, Glengorm, Mingary, Moy i Torosay (amb jardí).
Durant el segle xiv l'illa de Mull formà part de la Senyoria de les Illes. Després de la caiguda de la senyoria, l'any 1493, el clan Maclean prengué el control de l'illa, el qual, l'any 1681, seria substituït pel clan Campbell. Durant els segles xviii i xix, temps durant el qual durà el procés històric anomenat Highland Clearances, en nombre d'habitants de l'illa caigué de 10.000 a 4.000.
Actualment Mull és una illa turística i un punt d'aturada important pels nombrosos peregrins que, passant per Mull, viatgen cap a Iona. L'illa es pot visitar amb els abundants autobusos turístics que passen per les carreteres d'un carril de l'illa.
Es pot arribar a Mull pels ferris d'Oban, Lochaline i Ardnamurchan. Des de Mull hi surten els ferris per anar cap a Iona o Staffa.

## Personalitats nascudes a l'illa
- Lachlan Macquarie, governador de la colònia britànica de Nova Gal·les del Sud.